# Eberhard Schoener
Eberhard Schoener (Stoccarda, 13 maggio 1938) è un compositore tedesco.

## Biografia
Schoener studia dal 1954 al 1959 violino e coro alla Nordwestdeutschen Musikakademie Detmold.
Dagli anni '60 suona come violinista e direttore d'orchestra. Nel 1965 fonda la Münchener Kammeroper. Inizia la sperimentazione di diversi stili musicali.
È noto per la composizione di colonne sonore da film e televisione come L'eredità dei Guldenburg, Der Alte, L'ispettore Derrick e Siska.
Dal 1968 nei Bavaria Studios crea un laboratorio per la musica elettronica usando i primi Moog.
Crea la musica ufficile di apertura del Expo 1970 di Osaka. Utilizzerà più tardi strumenti come il Fairlight CMI.
Negli anni '70 collabora con artisti come Procol Harum, Tangerine Dream, Sting e The Police. Collabora all'albume del 1974 Windows di Jon Lord e all'album The Turn of a Friendly Card di The Alan Parsons Project.
Nel maggio 2019 Schoener dona il suo Moog IIIp-Synthesizer al Deutsches Museum München.

## Vita privata
Schoener sposa nel 1967 la storica dell'arte Stefanie Schoener.

## Discografia parziale
- 1969 – Die Schachtel
- 1971 – Destruction of Harmony
- 1972 – A Day’s Lullaby
- 1973 – Meditation
- 1976 – Bali-Agúng
- 1977 – The Book – Filmmusik zu Und die Bibel hat doch recht von Manfred Barthel
- 1977 – Rheingold
- 1977 – Trance-Formation, Sting, Andy Summers
- 1978 – Flashback, Sting, Andy Summers, Stewart Copeland
- 1978 – Video Magic, Sting, Andy Summers
- 1980 – Events
- 1981 – Time Square (mit Esther Ofarim)
- 1983 – Complicated Ladies (mit Esther Ofarim)
- 1983 – Spurensicherung
- 1984 – Sky Music/Mountain Music
- 1986 – Eberhard Schoener System (mit Dario Domingues, Jens Fischer, George Kochbek)
- 1987 – Bon Voyage
- 1988 – Video Flashback
- 1989 – Das Erbe der Guldenburgs – Original Filmmusik zur ZDF-Fernsehserie
- 1990 – Eberhard Schoener, Sting, Andy Summers
- 1991 – Trance Mission
- 1993 – Harmonia Mundi
- 1994 – Time Cycle
- 1995 – Short Operas
- 1998 – The Sound of Derrick
- 1998 – Potsdamer Platz – Herz von Berlin
- 1999 – Namaste-Puja
- 2001 – Short Operas II
- 2006 – Eberhard Schoener and Friends – Crossing Times And Continents
- 2010 – Gier – Filmmusik zum Fernsehfilm von Dieter Wedel
- 2010 – Bali Agung/Trance Formation
- 2011 – Flashback

### Altre colonne sonore
- 1970: Die Delegation – Rainer Erler
- 1971: Trotta – Johannes Schaaf
- 1973: Traumstadt – Johannes Schaaf
- 1974: Ansichten eines Clowns – Vojtěch Jasný
- 1975: John Glückstadt – Ulf Miehe
- 1976: Fluchtversuch – Vojtěch Jasný
- 1977: … und die Bibel hat doch recht – Harald Reinl
- 1977: Slavers – Die Sklavenjäger – Jürgen Goslar
- 1977: Rheingold – Niklaus Schilling
- 1979: Lena Rais – Christian Rischert
- 1980: Der Lebemann – Axel Corti
- 1984: Glückliche Insel Bali – István Szabó
- 1984: Wenn ich mich fürchte – Christian Rischert
- 1985: Die zwei Gesichter des Januar – Wolfgang Storch
- 1986: Der wilde Clown – Josef Rödl
- 1991: I schenk’ dir die Sterne – Jörg Graser
- 1994: Drei Sekunden Ewigkeit – Jörg Graser
- 1995: Tote sterben niemals aus – Jürgen Goslar
- 1998: Tödliche Diamanten – Celino Bleiweiss
- 2004: Ice Planet – Winrich Kolbe
- 2005: Ripple Effect – Philippe Caland
- 2006: Time Share – Sharon von Wietersheim
- 2011: Gier – Dieter Wedel

### Colonne sonore per televisione
- Das feuerrote Spielmobil (36 episodi)
- Stinas Sprache (6 episodi)
- Schau ins Land (14 episodi)
- Ein Engel für Felix (10 episodi)
- L'eredità dei Guldenburg (42 episodi)
- Zentrale Bangkok (12 episodi)
- Morgen in Shanghai (12 episodi)
- Die Hausmeisterin (23 episodi)
- Peter und Paul (10 episodi)
- L'ispettore Derrick (58 episodi)
- Siska (98 episodi)
- Der Alte (72 episodi)

## Onorificenze
- 1975 Schwabinger Kunstpreis
- 1977 Treatmentpreis des Bundesinnenministeriums per Rita oder die Goldoper
- 1992 Bambi per creatività
- 1993 Telestar
- 2014 onorario della SoundTrack Cologne

## Weblinks
- eberhard-schoener.de
- (EN) Eberhard Schoener, su IMDb, IMDb.com.
- Eberhard und Stefanie Schoener im Gespräch in BR-alpha
- Ausführliche Besprechung und Programmliste zu Rock meets Classic bei procolharum.com (englisch)
- Eberhard Schoener im Interview: Teil 1, Der erste Moog Synthesizer in Deutschland und Teil 2, Was mir in der Musik wichtig ist mit Eberhard Schoener  (2023)

| Controllo di autorità | VIAF (EN) 88076154 · ISNI (EN) 0000 0000 7712 490X · Europeana agent/base/4716 · LCCN (EN) n82003700 · GND (DE) 13213408X · BNF (FR) cb140072317 (data) · J9U (EN, HE) 987007337470105171 |